# Sienna Plantation (Teksas)
Sienna Plantation je naseljeno mjesto za statističke potrebe u američkoj saveznoj državi Teksas. Prema popisu stanovništva iz 2010. u njemu je živjelo 13.721 stanovnika.